# Tāzeh Kand-e Lalaklū
Tāzeh Kand-e Lalaklū (persiska: تازِه كَندِ لَلَكلو, تازه کند للکلو) är en ort i Iran.   Den ligger i provinsen Västazarbaijan, i den nordvästra delen av landet, 500 km väster om huvudstaden Teheran. Tāzeh Kand-e Lalaklū ligger 1 282 meter över havet och antalet invånare är 518.
Terrängen runt Tāzeh Kand-e Lalaklū är platt. Runt Tāzeh Kand-e Lalaklū är det ganska tätbefolkat, med 60 invånare per kvadratkilometer. Närmaste större samhälle är Mīāndoāb, 19,6 km sydost om Tāzeh Kand-e Lalaklū. Trakten runt Tāzeh Kand-e Lalaklū består till största delen av jordbruksmark.